# Edgar Fahs Smith
Edgar Fahs Smith (York, Pensilvânia, 23 de maio de 1854 – Filadélfia, 3 de maio de 1928) foi um químico estadunidense.

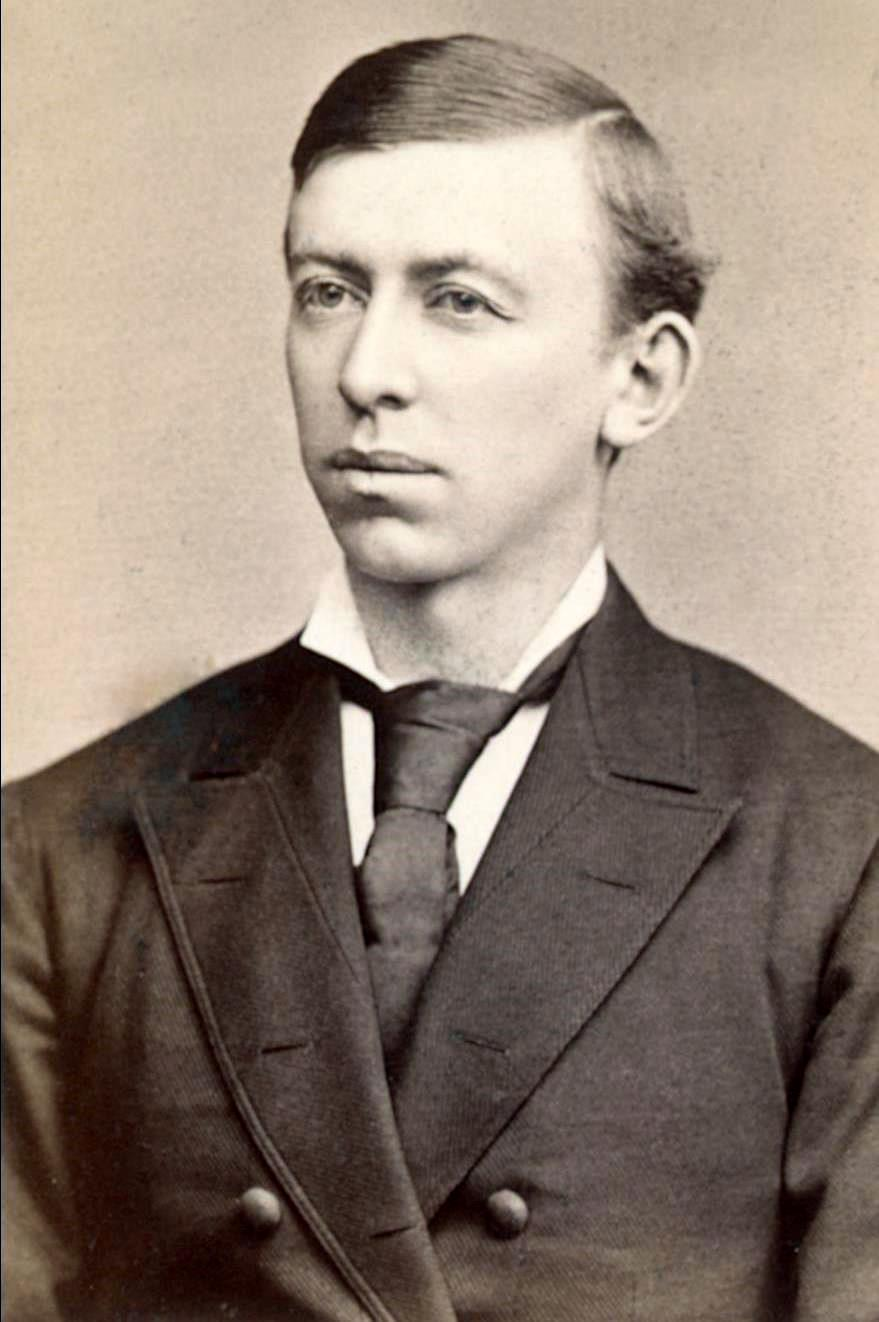
Smith em 1878

Recebeu a Medalha Priestley de 1926.
Smith morreu em Filadélfia em 3 de maio de 1928.

## Livros
- Electro-Chemical Analysis (1890; revisado  1894, 1902, 1918)
- Chemistry of the Carbon Compounds (2 volumes, 3ª Ed. 1900)
- Experiments Arranged for Students in General Chemistry (com H. F. Keller, 4ª Ed. 1900)
- Theories of Chemistry (1913)
- Chemistry in America (1914)
- Atomic Weights (1915)
- The Life of Robert Hare (1917)
- James Woodhouse, a pioneer in chemistry, 1770-1809 (1918) em archive.org.
- Chemistry in Old Philadelphia (1918)
- James Cutbush (1919)
- Priestley in America (1920)

Traduziu de Victor von Richter A Text-book of Inorganic Chemistry (3ª Ed., 1900).